# 朝鮮中宗
朝鮮中宗（：／ Joseon Jungjong；1488年4月16日—1544年11月29日），姓李，名懌（：／ Yi Yeok），字樂天（：／ Nak cheon），是朝鲜王朝第11位君主，1506年9月18日至1544年11月14日在位。成宗嫡子，由貞顯王后尹氏所生；前任君主燕山君李㦕的同父異母弟弟。1494年，燕山君即位時，李懌被冊封為晉城大君（：／ Jinseong daegun）。由於燕山君的暴政，使群臣密謀廢除燕山君，並擁立李懌為君主。中宗即位後廢除了燕山君的不少苛政，受到歡迎，但他為人優柔寡斷，容易被兩班所左右。
死後廟號中宗，明朝賜諡号恭僖，朝鮮加諡曰恭僖徽文昭武欽仁誠孝大王。

## 生平
1506年9月2日，勳舊派的成希顔、朴元宗、柳順汀、洪景舟等人發動政變，推翻有暴君之稱的第十代王燕山君，並把支持燕山君的慎守勤、慎守英及任士洪殺害，並另立當時19歲的晉城大君為王，是為中宗，史稱中宗反正。中宗的元配慎氏的父親慎守勤反對勳舊派奪位的行動，被他們所殺。為防止新任王后慎氏將來為父報仇，勳舊派逼中宗把慎氏趕出宮外，使得中宗和慎氏終生不能相见。勳舊派群臣為了鞏固本身勢力，紛紛把自己的女性親人送入宮中成為中宗的妃嬪，造成日後後宮明爭暗鬥的局面。
中宗時期，勳舊派與士林派仍持續互相對立，本來中宗打算登用趙光祖來解決困局，但此舉使被燕山君壓制的士林派勢力得以復興。士林派的革新措施得以重新推行，如禁止土地兼併、實施均田制等。趙光祖的新政由於推行過急，使王權變得脆弱，亦使勳舊派非常不安，國家內部矛盾加劇。1519年，反正的功臣在趙光祖回鄉之際再次發動政變，以反逆罪的罪名肅清朝廷內的士林派，而趙光祖回到家鄉後亦被賜仰藥而死。這次事件，後世史學家稱為己卯士禍，而被殺的群臣則稱為“己卯名賢”。士林派被壓抑，勳舊派勢力再度登場。以章敬王之兄尹任為首的大尹派及以文定王的兄弟、尹之任的兒子尹元老、尹元衡為首的小尹派對立；期間發生灼鼠之變，中宗所愛的敬嫔氏與其兒子福城君一同被賜死；使中宗時期的政局亂上加亂。
對外方面，1510年，南部發生三浦倭亂；北方亦因為女真族的入侵，使社会不安加劇。
在位38年又2個月之後，1544年11月14日中宗召集左議政洪彦弼、右議政尹仁鏡等官員於明政殿，於病榻上讓位與世子（即仁宗），翌日，酉時駕崩於昌德宫歡慶殿小寢，葬於漢江之南的靖陵。

## 家庭

### 王后
| 稱號         | 生卒年         | 本貫 | 父母                                | 備註                                                       |
| ------------ | -------------- | ---- | ----------------------------------- | ---------------------------------------------------------- |
| 端敬王后慎氏 | 1487年－1557年 | 居昌 | 益昌府院君慎守勤 淸原府夫人清州韓氏 | 中宗元配，後受父親連累而被廢黜。英祖十五年（1739年）復位。 |
| 章敬王后尹氏 | 1491年－1515年 | 坡平 | 坡原府院君尹汝弼 順天府夫人朴氏     | 曾祖尹士昀（1409年－1461年）是世祖王妃貞熹王后之兄。       |
| 文定王后尹氏 | 1501年－1565年 | 坡平 | 坡山府院君尹之任 全城府夫人全義李氏 | 高祖尹士昕（1422年－1485年）是貞熹王后之弟。               |

### 嬪御
| 稱號     | 生卒年         | 本貫 | 父母            | 備註                                                                                               |
| -------- | -------------- | ---- | --------------- | -------------------------------------------------------------------------------------------------- |
| 敬嬪朴氏 | 1492年－1533年 | 密陽 | 朴秀林          | 中宗二十八年賜死。                                                                                 |
| 熙嬪洪氏 | 1494年－1581年 | 南陽 | 洪景舟 安東權氏 | |
| 昌嬪安氏 | 1498年－1549年 | 安山 | 安坦大 黃氏     | 原為昭容，孫子李昖繼位後，追封為昌嬪。。                                                           |
| 貴人韓氏 | 1500年－1575年 | 淸州 | 韓恂 李氏       | 安順王后庶出姪女。                                                                                 |
| 淑儀羅氏 | 1489年－1514年 | 羅州 | 羅叔聃          | |
| 淑儀李氏 | ？－1524年     | 慶州 | 李亨臣          | 原為淑媛，產下德陽君李岐後病逝。                                                                   |
| 淑儀洪氏 | ？－？         | 南陽 |                 | |
| 淑儀金氏 | ？－1562年     |      |                 | 中宗去世，仁宗即位時記載為從三品淑容。 明宗十一年記載為正三品昭容。 明宗二十一年記載為從二品淑儀。 |
| 淑媛李氏 | ？－1520年     |      | 李白先          | |
| 淑媛權氏 | ？             |      |                 | 無子，將其後事託付族親朴哥（宦官）。                                                               |

### 子
| 序     | 稱號       | 名 | 幼名 | 生卒年               | 生母     | 配偶                                      | 備註                                                                   |
| ------ | ---------- | -- | ---- | -------------------- | -------- | ----------------------------------------- | ---------------------------------------------------------------------- |
| 庶長子 | 福城君     | 嵋 | 鶴壽 | 1509年－1533年(24歲) | 敬嬪朴氏 | 郡夫人坡平尹氏                            | 諡貞愍。                                                               |
| 庶次子 | 海安君     | 㟓 |      | 1511年－1573年(62歲) | 淑儀洪氏 | 晉山郡夫人晉州柳氏 郡夫人居昌愼氏         | 字不崩，中宗六年六月十五日誕生，宣祖六年八月初四日卒，諡靖僖。         |
| 庶三子 | 錦原君     |    | 和壽 | 1513年－1562年(49歲) | 熙嬪洪氏 | 波澄郡夫人海州鄭氏 （页面存档备份，存于） | 字仰止，中宗八年六月九日生，諡孝文。                                   |
| 嫡長子 | 仁宗大王   | 峼 | 億命 | 1515年－1545年(30歲) | 章敬王后 | 仁聖王后潘南朴氏                          | 第12代君主。                                                           |
| 庶四子 | 永陽君     | 岠 |      | 1521年－1562年(41歲) | 昌嫔安氏 | 郡夫人順興安氏                            | 諡成悼。                                                               |
| 庶五子 | 德陽君     | 岐 |      | 1524年－1581年(57歲) | 淑儀李氏 | 永嘉郡夫人安東權氏                        | 字伯高，中宗十九年九月二十五日誕生，宣祖十四年六月二十二日卒，諡靖僖。 |
| 庶六子 | 鳳城君     | 岏 |      | 1528年－1547年(18歲) | 熙嬪洪氏 | 東萊郡夫人鄭氏                            | 字子瞻，中宗二十三年四月初九日誕生，明宗二年賜死，諡懿愍。             |
| 庶七子 | 德興大院君 | 岹 |      | 1530年－1559年(29歲) | 昌嬪安氏 | 河東府大夫人鄭氏                          | 字景仰，宣祖生父。                                                     |
| 嫡次子 | 明宗大王   | 峘 |      | 1534年－1567年(33歲) | 文定王后 | 仁順王后青松沈氏                          | 初封慶原大君，第13代君主。                                             |
|        | 王子       |    |      | ？－？(?歲)          | 熙嬪洪氏 | 無                                        | 早夭，無封號。                                                         |
|        | 王子       |    |      | ？－？(?歲)          | 熙嬪洪氏 | 無                                        | 早夭，無封號。                                                         |
|        | 王子       |    |      | ？－？(?歲)          | 熙嬪洪氏 | 無                                        | 早夭，無封號。                                                         |
|        | 王子       |    | 頤壽 | ？－？(?歲)          | 昌嬪安氏 | 無                                        | 早夭，無封號。                                                         |
|        | 王子       |    |      | 1528年(?歲)          | 貴人韓氏 | 無                                        | 早夭，無封號。                                                         |

### 女
| 序     | 稱號     | 名   | 生卒年         | 生母     | 配偶                            | 備註                                 |
| ------ | -------- | ---- | -------------- | -------- | ------------------------------- | ------------------------------------ |
| 嫡長女 | 孝惠公主 | 玉荷 | 1511年－1531年 | 章敬王后 | 延城尉金禧 （？－1531年）       | 有一女。                             |
| 庶長女 | 惠順翁主 | 鐵環 | 1512年－1583年 | 敬嬪氏   | 光川尉金仁慶 （1515年－1583年） |                                      |
| 庶次女 | 惠靜翁主 | 石環 | 1514年－1580年 | 敬嬪氏   | 唐城尉洪礪                      |                                      |
|        | 翁主     | 月環 | 1516年－？     | 不詳     | 無                              | 早夭，無封號。                       |
| 庶三女 | 貞順翁主 | 貞環 | 1517年－1581年 | 淑媛李氏 | 礪城君宋寅 （1517年-1584年）    |                                      |
| 庶四女 | 孝靜翁主 | 順環 | 1520年－1544年 | 淑媛李氏 | 淳原尉趙義貞                    | 又名「舜環」。                       |
| 嫡次女 | 懿惠公主 | 玉蕙 | 1521年－1564年 | 文定王后 | 淸原尉韓景祿 （1520年-1589年）  | 有三子。                             |
| 嫡三女 | 孝順公主 | 玉蓮 | 1522年－1538年 | 文定王后 | 綾城君具思顔 （1523年-1562年）  | 難產病逝。                           |
| 庶五女 | 淑靜翁主 | 守環 | 1525年－1564年 | 淑儀金氏 | 綾昌尉具澣 （1524年-1558年）    | 在丈夫死後與女婿有染，被賜死藥而死。 |
| 庶六女 | 靜愼翁主 | 善環 | 1526年－1552年 | 昌嬪安氏 | 淸川尉韓景祐 （1522年-？）      | 有一子三女。                         |
| 嫡四女 | 敬顯公主 | 玉賢 | 1530年－1584年 | 文定王后 | 靈川尉申檥 （1530年-1584年）    | 有一子申士禎。                       |
| 嫡五女 | 仁順公主 |      | 1542年－1545年 | 文定王后 | 無                              | 早夭。                               |

## 影視作品中的中宗
- 电视剧《女人天下》及《大長今》主要叙述的就是中宗时期的故事。中宗即位后，释放宫女，施行了很多仁政，燕山君时期的暴政在这个时期被平雪，中宗为人宽厚仁德、体恤百姓，深得百姓爱戴。在另一方面，因為君主的仁慈，使群臣的權力鬥爭加劇，並蔓延至後宮。大妃、王妃及妃嬪等為了各種利益而明爭暗鬥，慘烈非常。
- 電影《我的野蛮女友》裡面的故事《悲賤武林哀歌》指中宗是女性之說並非史實。

- 《快刀洪吉童》的虛構大君昌輝 就是以中宗為藍本

### 曾饰演中宗的艺人
- 《朝鮮王朝五百年》—《風蘭》：1984年MBC電視劇，崔尚勳 飾。
- 《趙光祖》：1996年KBS電視劇，李珍雨 飾。
- 《林巨正》：1996年SBS電視劇，崔尚勳 飾。
- 《王與妃》：2000年KBS電視劇，崔宇革 飾。
- 《女人天下》：2002年SBS電視劇，崔宗煥 飾。
- 《大長今》：2003年MBC電視劇，林湖 飾。
- 《黄真伊》：2006年KBS電視劇，朴贊煥 飾。
- 《王和我》：2008年SBS電視劇，盧英學 飾。
- 《獄中花》：2016年MBC電視劇，金範萊（朝鲜语：金範萊） 飾。
- 《師任堂，光的日記》：2017年SBS電視劇，崔鐘煥 飾。
- 《七日的王妃》：2017年KBS電視劇，延宇振 飾。
- 《大長今》：待播日韓合作電視劇，赤楚衛二 飾。

## 參看
- 朝鮮歷史
- 《朝鮮王朝實錄》
- 中宗反正